# Brian Tufano
Brian Tufano (1939 – 2023. január 16.) angol operatőr.

## Életpályája
1939-ben született. A 60-as, 70-es években a BBC-nél olyan filmesekkel dolgozott, mint Ken Loach, Mike Leigh és Stephen Frears. Angliába visszatérve a 90-es években kezdett Danny Boyle-lal dolgozni, többek között a Sekély sírhantban (1994) és a Trainspottingban (1996).

## Filmjei
- Heavy Metal (1981)
- Hadiösvényen (1989)
- Middlemarch (1994)
- Sekély sírhant (1994)
- Trainspotting (1996)
- Kétségek között (1996)
- Az élet sója (1997)
- Perlekedő szerelem (1998)
- Tube Tales (1999) (tv-film)
- A Kelet az Kelet (1999)
- Billy Elliot (2000)
- Végakarat (2001)
- Éjjel-nappal fiatalok (2001)
- Volt egyszer egy Közép-Anglia (2002)